# Selles-Saint-Denis
Selles-Saint-Denis – miejscowość i gmina we Francji, w Regionie Centralnym, w departamencie Loir-et-Cher.
Według danych na rok 1990 gminę zamieszkiwało 1199 osób, a gęstość zaludnienia wynosiła 24 osoby/km² (wśród 1842 gmin Regionu Centralnego Selles-Saint-Denis plasuje się na 327. miejscu pod względem liczby ludności, natomiast pod względem powierzchni na miejscu 82.).